# World of Warcraft: Mists of Pandaria
World of Warcraft: Mists of Pandaria er den fjerde udvidelsespakke af spillet World of Warcraft. Udgivelsesdatoen er fastsat til den 25. september 2012. Udvidelsen byder på en ny race 'Pandaren', der er et panda-lignende væsen, og en ny klasse, munke. Det nye World of Warcraft Mists of Pandaria byder også på nye områder.
Det blev annonceret den 21. oktober ved BlizzCon 2011 af Chris Metzen.